# Pa d'escorça

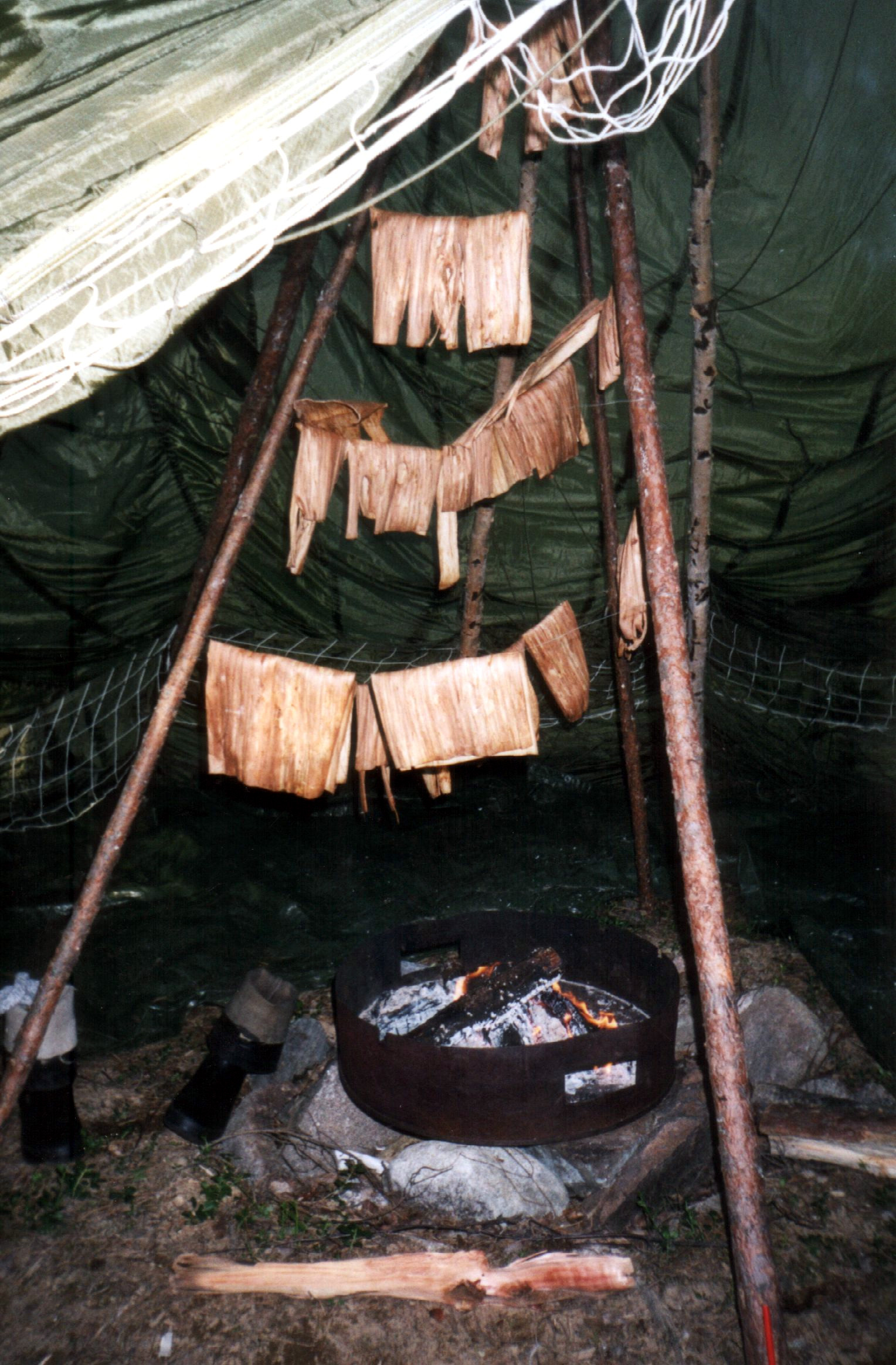
Escorça interna (floema) de pi rajolet sobre una foguera assecant-se per a fer el Pa d'escorça

El Pa d'escorça és una mena d'aliment de fam que s'elabora afegint el floema molt a la farina per tal que duri més de temps.

## Història
El pa d'escorça és tradicional a Escandinàvia. Es troba mencionat des de l'època medieval i encara sembla que és de tradició més antiga entre l'ètnia sami.
Durant el segle xviii i principi del segle xix l'Europa del Nord experimentà diversos anys de males collites,de forma particular durant la Petita Edat del Gel de meitat del segle xviii. L'any 1742,mostres de "pa d'emergència" van ser enviades des de Kristiansand, Noruega, a l'Administració Reial a Copenhaguen, entre aquestes mostres hi havia el pa d'escorça, el pa fet de pellofes de cereals i el pa fet d'ossos cremats.
La darrera vegada que a Noruega es va utilitzar el pa d'escorça com aliment de fam va ser durant les Guerres napoleòniques. La introducció de la patata com aliment principal va donar alternatives als agricultors per quan fallaven les collites de cereals. Així ja no van ser necessàries tampoc les "galetes de molsa". A Finlàndia el pa d'escorça s'anomena pettuleipä (literalment "pa d'escorça de pi") es va produir encara durant la Guerra Civil Finlandesa de 1918.

## Exemples de la producció del pa d'escorça
Es recullen brots de la mida d'un dit d'arbres caducifolis i d'arbusts i de l'escorça se separa el floema i de vegades el càmbium vascular) recollit quan encara és fresc. L'interior de l'escorça s'asseca sobre una foguera foc o bé en un forn o bé assecat al sol durant uns dies. Amb una mà de morter o si no en un molí. De l'escorça se'n fa una pols que s'afegeix (en la proporció d'un terç o un quart) a la farina, Se'n fa pa de la manera habitual amb llevat i sal i fornejat. Però el pa d'escorça no puja per acció dels llevats tan ràpidament com ho fa el pa normal i, per tant, normalment és un pa pla.
El bisbe de Bergen, Erik Pontoppidan, del segle xviii recomanava utilitzar oms per a fer el millor pa d'escorça.
Tanmateix, el pa d'escorça té un gust força amargant i té un color gris verdós poc atractiu. A més és deficient des del punt de vista nutritiu. Malgrat que entre els samis aquesta mena de pa era una important font de vitamina C.